# Andrea da Montecchio
Andrea di Venanzio Broglio, noto come Andrea da Montecchio (Treia, ... – Osimo, 1454), è stato un vescovo cattolico italiano.

## Biografia
Nacque a Treia. Scarse sono le notizie che lo riguardano prima del 1409, anno in cui compare quale ambasciatore del patriarca di Aquileia Antonio Panciera, con il titolo di licenziato in legge. Si può quindi presumere che fosse già un personaggio illustre nella diplomazia veneziana dell'epoca, cosicché non stupisce che nel 1431, appena eletto al soglio pontificio il cardinale Gabriele Condulmer con il nome di Eugenio IV, venga nominato vescovo di Caorle, lasciata vacante per la morte di Antonio de Caturcio. Eubel, riporta il 13 luglio come data della sua elezione alla sede caprulana, mentre l'Ughelli riporta la data «2 Id. Maii» (14 maggio), ripreso in seguito da diversi altri autori.
Le notizie relative al suo governo pastorale nella diocesi caprulana sono pressoché assenti. È probabile che la nomina episcopale fosse essenzialmente un riconoscimento per i suoi meriti in terra veneta, e non stupisce che in un periodo molto difficile per Eugenio IV, costretto a lasciare la città di Roma per degli scontri avuti con la famiglia Colonna, il vescovo Andrea fosse traslato alla diocesi di Fossombrone, il 6 settembre 1434. Questa non fu, tuttavia, una destinazione definitiva, in quanto già il 29 ottobre dello stesso anno gli succedette sulla cattedra forosemproniense Gabriele Benveduti, mentre il vescovo Andrea fu destinato alla diocesi di Osimo. Questo si dovette probabilmente a un rapporto privilegiato con il papa veneziano, come attesta una lettera inviata dal Concilio di Basilea al comune di Osimo datata 22 novembre 1434, con il quale si elogiano le qualità umane e pastorali del vescovo Andrea, che proprio quale legato di Eugenio IV stava partecipando a quel Concilio. Inoltre Osimo era a quel tempo sotto il dominio di Francesco Sforza, nemico del papa, al quale dunque serviva un legato fedele per contrastarne il potere.
Quello di Basilea era un concilio avverso al papa di Roma, il quale di lì a breve lo avrebbe chiuso, per riaprirlo in seguito a Ferrara; Andrea da Montecchio, che già godeva della fiducia del pontefice in terra veneziana, fu spostato ad una sede più vicina a quella romana. In questo stesso periodo, infatti, e precisamente nell'anno 1437 si trova il vescovo Andrea quale vicario in spiritalibus per la città di Roma (che, come sopra menzionato, il papa aveva lasciato per partire in esilio). In qualità di vicario di Roma, inoltre, il vescovo Andrea partecipò anche al Concilio riaperto a Ferrara nel 1438. È inoltre menzionato per aver voluto aprire il processo di canonizzazione di Santa Francesca Romana nel 1440, anno della morte della santa.
In qualità di vescovo di Osimo, Andrea da Montecchio viene ricordato per aver traslato le reliquie dei santi martiri Fiorenzo, Sisinnio, Diocleziano e Massimo dalla chiesa loro dedicata alla cattedrale il 13 settembre 1444, per aver organizzato le missioni di San Giacomo della Marca e Giovanni da Ischia nella diocesi e per diversi atti e donazioni. Nel 1448 compare con il titolo di governatore della Marca per conto del papa Niccolò V, succeduto al suo mecenate Eugenio IV, come scritto in uno degli statuti di una confraternita della città di Montecchio.
Morì ad Osimo nel 1454, probabilmente attorno al 16 agosto, e fu sepolto nella sua cattedrale, come riportato dall'Ughelli.